# (33451) Michaelarney
1999 FL26 (asteroide 33451) é um asteroide da cintura principal. Possui uma excentricidade de 0.11691120 e uma inclinação de 1.94225º.
Este asteroide foi descoberto no dia 19 de março de 1999 por LINEAR em Socorro.